# Pericyt

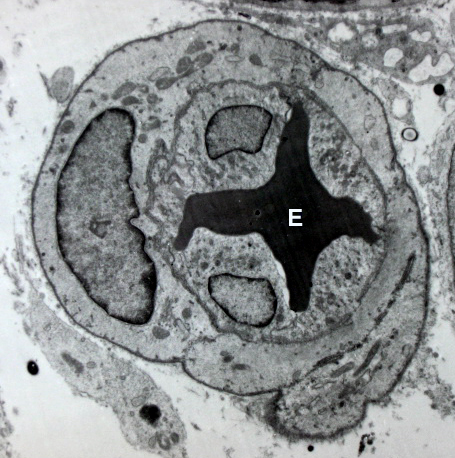
Červená krvinka (E) obklopená endoteliálními buňkami, na jejichž vnějším povrchu jsou charakteristicky vyrovnány pericyty

Pericyt neboli Rougetova buňka je buněčný typ nacházející se v centrálním nervovém systému (CNS). Pericyty obklopují vrstvy endoteliálních buněk v kapilární síti mozku. Mají důležitou roli v udržování hematoencefalické bariéry stejně jako v několika dalších homeostatických a hemostatických funkcích mozku.

Pericyty jsou také klíčové součásti neurovaskulárního svazku, skládajícího se dále z endoteliálních buněk, astrocytů a neuronů.

## Morfologie
V centrálním nervovém systému pericyty obalují endoteliální buňky, které přiléhají na vnější stranu kapilár. Tyto dva buněčné typy jsou od sebe snadno rozlišitelné díky odlišným jádrům - nápadné kulaté jádro pericytu oproti plochému podlouhlému jádru endoteliální buňky.
Pericyty tvoří také prstovité výběžky okolo kapilárních stěn, které jim umožňují regulaci průtoku krve.
Pericyty i endoteliální buňky sdílejí bazální membránu, která zprostředkovává nejrůznější intercelulární spoje. Komunikaci mezi pericyty a endoteliálními buňkami zprostředkovávají integriny. Pericyty mohou také vytvářet přímé spojení se sousedícími buňkami formováním struktury podobné kloubnímu spojení - pomyslná hlavice a jamka (tzv. peg-and-socket joint), kde se části buněk vzájemně proplétají. Na těchto místech styku se mohou také vytvořit vodivé spoje (gap junctions), pericyty si tedy se sousedícími buňkami mohou vyměňovat ionty a malé molekuly. Důležitými molekulami v této výměně zahrnují N-kadherin, fibronektin, konexin a nejrůznější integriny. V některých částech bazální membrány se mohou vyskytovat malé vrstvy fibronektinu, které usnadňují spojení s cytoskeletárním systém z aktinových filament, plasmatickou membránou pericytů a endoteliálních buněk.

## Funkce
Pericyty mají mnoho funkcí - regulují průtok krve kapilárami, odstraňují a fagocytují rozpadlé buněčné struktury, regulují propustnost hematoencefalické bariéry. Pericyty také pomáhají stabilizovat a monitorovat zrání endoteliálních buněk díky přímé komunikaci mezi buněčnými membránami nebo pomocí parakrinní signalizace.

V nedávných studiích bylo prokázáno, že nedostatek pericytů v CNS může způsobit poruchu hematoencefalické bariéry a může vést k jiným degenerativním změnám v mozku. 

### Hematoencefalická bariéra
Pericyty hrají klíčovou roli ve formování a správné funkci přechodu mezi cévním systémem a centrálním nervovým systémem. Tento přechod je výběrově propustný a nazývá se hematoencefalická bariéra. Tato bariéra, tvořená především vrstvou pevně spojených endoteliálních buněk, zajišťuje ochranu a funkčnost CNS a mozku. Za její postnatální utváření jsou zodpovědné právě pericyty, které také stojí za formací těsných spojů (tight junctions) a umožňují přenos membránových váčků mezi endoteliálními buňkami.
Buňky imunitního systému v mozku by mohly formování hematoencefalické bariéry zničit, proto pericyty inhibují jejich činnost redukcí exprese těch molekul, které zvyšují cévní propustnost.

### Angiogeneze a životnost endoteliálních buněk
Pericyty jsou spojovány také s diferenciací endoteliálních buněk, jejich dělením, utvářením cévní sítě (angiogeneze), přežitím apoptických signálů a cestováním celým tělem. Určité pericyty, známé jako mikrovaskulární, se vyvíjejí okolo kapilárních stěn a pomáhají správné funkci těchto endoteliálních buněk. Mikrovaskulární pericyty nejsou kontraktilní buňky, protože postrádají alfa-aktinové izoformy - struktury běžné mezi jinými kontraktilními buňkami. Tyto buňky komunikují s endoteliálními buňkami skrz vodivé spoje a dávají jim signály k proliferaci nebo způsobují jejich selektivní inhibici. Bez tohoto procesu nastává hyperplazie a abnormálním cévní morfogeneze. Tyto typy pericytů dokáží také fagocytovat exogenní proteiny, což napovídá jejich přeměně z mikroglií.

Pericyty se starají hlavně o plasticitu a dokáží diferencovat do několika dalších buněčných typů jako buňky hladké svaloviny, fibroblasty a další mezenchymální kmenové buňky. Taková všestrannost je velmi užitečná pro aktivní remodelaci cévní sítě po celém těle, pericyty pak mohou homogenně splynout s lokálními tkáněmi.

Kromě vytváření a remodelaci cévní sítě pericyty také chrání endoteliální buňky před apoptickou smrtí a cytotoxickými elementy. Pericyty studované in vivo produkovaly hormon aminopeptidáza N/pAPN, který pomáhá zvýšit angiogenezi. Když byl tento hormon smíchán s mozkovými endoteliálními buňkami nebo astrocyty, pericyty se začaly shlukovat do struktur připomínajících kapiláry. Při stejném pokusu, kdy byly ale pericyty vynechány, endoteliální buňky podstoupily apoptózu. Na základě těchto pokusů bylo zjištěno, že ke správnému fungování endoteliálních buněk jsou pericyty nezbytné, stejně jako přítomnost astrocytů, které zajišťují jejich setrvání v kontaktu. Pokud tomu tak není, nemůže angiogeneze správně proběhnout.

Pericyty se také podílejí na přežití endoteliálních buněk tím, že secernují protein Bcl-w během tzv. crosstalku (kdy jedna nebo více komponent signální dráhy ovlivní další signální dráhy). Bcl-w je základní protein při aktivaci exprese VEGF-A a blokování apoptózy.

VEGF-A je zodpovědný za modulaci apoptických signálních kaskád a inhibici aktivace apoptózy vyvoláním sekrece enzymů.

### Zjizvení
Po zranění v CNS se objevuje zjizvení (scarring) pro zachování soudržnosti přilehlých buněk. Obvykle jsou s tímto procesem spojovány astrocyty, jizvám se potom říká gliové jizvy. V jizvě je ale také stromální a negliová komponenta a byla dokázána klíčová role perivaskulárních perycitů v asistenci formování jizvy.

Zjizvení je vysoce kompartmentalizováno. Pericyty tvoří jádro jizvy, ependymální buňky formují druhou vrstvu a třetí vrstvu tvoří astrocyty, které vznikly dělením.

## Patologické jevy
Pericyty mají klíčovou roli v udržování a regulaci endoteliálních buněčných struktur a krevního řečiště, v jejich fungování je známo také mnoho patologií. Mohou být přítomny v přebytku, vedoucí k onemocněním jako hypertenze a nádorové bujení, nebo v nedostatku, vedoucí k neurodegenerativním poruchám.

### Hemangiopericytom

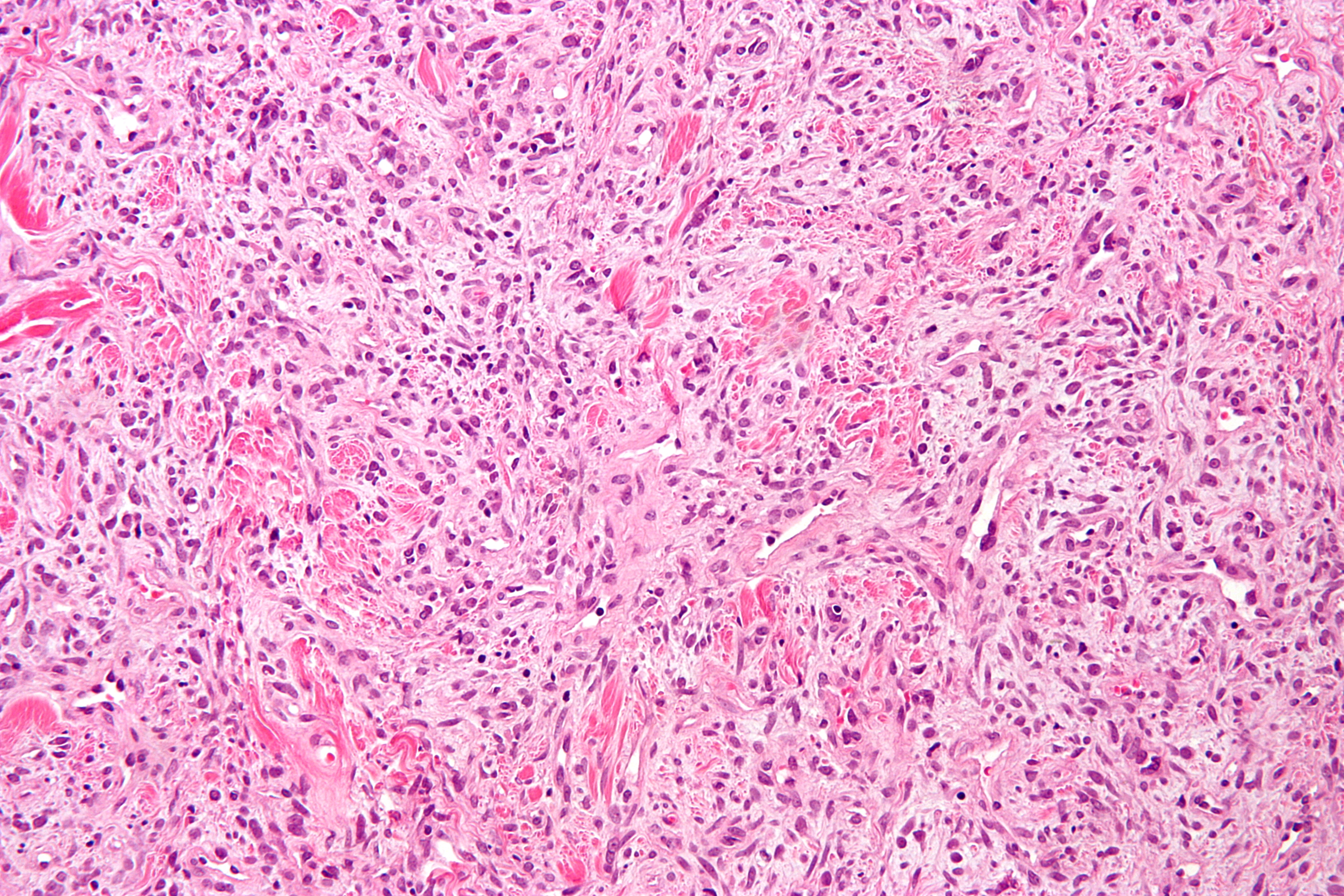
Obrázek izolovaného vláknitého nádoru, který je s největší pravděpodobností hemangiopericytom. Obklopuje vysoce větvenou cévu, která vznikla jako důsledek uspořádání pericytů okolo ní.

Hemangiopericytoma je vzácný cévní novotvar nebo abnormální růst, který může být benigní nebo maligní. V případě maligní formy se tvoří metastáze v plících, játrech a mozku. Nejvíce se vytváří ve stehenní a holenní kosti jako kostní nádor, který se obvykle projevuje až ve starším věku, ačkoliv jsou známé případy i u dětí. Hemangiopericytoma je způsobena navyšujícími se vrstvami pericytů okolo nedokonale vytvořených krevních větví. Diagnostika tohoto nádoru je složitá kvůli obtížnému rozeznání pericytů od jiných buněk při použití světelné mikroskopie. Léčba může vyžadovat chirurgický zákrok a radiologické ozařování s přihlédnutím na pokročilost penetrace kosti a stadiu vývoje nádoru.

### Diabetická retinopatie
Sítnice u diabetiků často vykazuje ztrátu pericytů a tato ztráta je charakteristickým faktorem raných stadií diabetické retinopatie. Pericyty jsou u diabetiků nutné pro protekci endoteliálních buněk od retinálních kapilár. Bez pericytů se v kapilárách formuje mikroaneurisma. V odpovědi na to sítnice buď zvýší svou cévní propustnost, což vede k zvětšení oka kvůli edému žluté skvrny, nebo vytváří nové cévní větve, které se rozšiřují do membrány sklivce v oku. Každopádně se zhorší nebo ztratí zrak.

### Neurodegenerativní onemocnění
Ztráta pericytů v dospělém nebo starším věku vede k narušení správného mozkového prokrvení a udržování hematoencefalické bariéry, způsobující neurodegeneraci a neuroinflamentaci. Apoptóza pericytů ve stárnoucím mozku může být důsledek chybné komunikace mezi faktory růstu a receptory na pericytech. Růstový faktor B odvozený od krevních destiček (PDGF-B) je vysílán endoteliálními buňkami v mozkových cévách a váže se na receptor PDGFR-Beta na pericytech, iniciuje jejich proliferaci a migraci důležitou pro správné cévní zásobení. Když je tato signalizace porušena, pericyty podstupují apoptózu, vedoucí k mnoha neurodegenerativním onemocněním jako Alzheimerova choroba a roztroušená skleróza.